# Luc Frank
Luc Frank, né le 29 avril 1972 à Moresnet, est un homme politique belge germanophone, membre du Christlich Soziale Partei.
Il est diplômé en droit et sciences de notaire (UCL).
Il est de 1995 à 1998 collaborateur du député européen Mathieu Grosch et est depuis avril 2008, conseiller de Melchior Wathelet pour les intérêts germanophones. 
Il est élu député à la Chambre des représentants à la suite des élections législatives fédérales belges de 2024.

## Fonctions politiques
- 2006-2012 : premier échevin à La Calamine
- 2009-2018 : membre du parlement germanophone
- 2010-2015 : président du CSP
- 2018-2024 : bourgmestre de La Calamine
- depuis 2001 : conseiller communal à La Calamine
- depuis 2024 : député fédéral à la Chambre des représentants